# Telmatoscopus latipenis
Telmatoscopus latipenis är en tvåvingeart som beskrevs av Quate 1960. Telmatoscopus latipenis ingår i släktet Telmatoscopus och familjen fjärilsmyggor.
Artens utbredningsområde är Wisconsin. Inga underarter finns listade i Catalogue of Life.